# Searsport (condado de Waldo)
Searsport es un lugar designado por el censo ubicado en el condado de Waldo en el estado estadounidense de Maine. En el Censo de 2010 tenía una población de 992 habitantes y una densidad poblacional de 71,73 personas por km².

## Geografía
Searsport se encuentra ubicado en las coordenadas 44°28′30″N 68°54′56″O / 44.47500, -68.91556. Según la Oficina del Censo de los Estados Unidos, Searsport tiene una superficie total de 13.83 km², de la cual 11.27 km² corresponden a tierra firme y (18.52%) 2.56 km² es agua.

## Demografía
Según el censo de 2010, había 992 personas residiendo en Searsport. La densidad de población era de 71,73 hab./km². De los 992 habitantes, Searsport estaba compuesto por el 97.38% blancos, el 0.91% eran afroamericanos, el 1.01% eran amerindios, el 0% eran asiáticos, el 0% eran isleños del Pacífico, el 0.1% eran de otras razas y el 0.6% pertenecían a dos o más razas. Del total de la población el 0.6% eran hispanos o latinos de cualquier raza.